# Boczky
Boczky (ukr. Бочки) – wieś na Ukrainie, w obwodzie połtawskim, w rejonie łubieńskim, w hromadzie Chorol. W 2001 liczyła 111 mieszkańców.